# Димитър Авджийски
Димитър Авджийски е бивш футболист, полузащитник. Роден е на 1 септември 1968 г. Играл е за отборите на Славия (1991 – 1994) и Марек (1994 – 1998). Голмайстор на Славия през 1991/92 г. с 6 гола от 30 мача. В турнира за купата на УЕФА е изиграл 1 мач за „белите“, в който Славия побеждава отбора на Осасуна (Испания) с 1:0.